# Charles Sumner
Charles Sumner (Boston, 6 januari 1811 - Washington, 11 maart 1874) was een Amerikaans politicus en senator voor de staat Massachusetts. Sumner was abolitionist en leider van de anti-slavernijbeweging in zijn thuisstaat.

## Biografie

### Abolitionist
Sumner, die in zijn politieke carrière meermaals van partij veranderde, was een tegenstander van de zogenaamde Slave Power, d.i. de macht van Zuidelijke slavenhouders over de Amerikaanse federale overheid in de jaren 1840 en 1850. In 1856 werd hij bijna vermoord in de plenaire vergaderzaal van de Senaat door de Democratische afgevaardigde Preston Brooks uit de staat South Carolina, enkele dagen nadat hij in de Senaat een vurig pleidooi had gehouden tegen de slavernij in de Verenigde Staten.

### Burgeroorlog
Ten tijde van de Amerikaanse Burgeroorlog was hij een van de leiders van de Radicale Republikeinen in de Senaat. Deze factie vond dat Republikeins president Abraham Lincoln zich te gematigd opstelde tegenover de Geconfedereerden. Als voorzitter van de Senaatscommissie voor Buitenlandse Zaken werkte hij dan weer samen met president Lincoln om militaire samenwerking tussen enerzijds het Verenigd Koninkrijk van Groot-Brittannië en Ierland en Frankrijk en anderzijds de Geconfedereerden te verhinderen. Hoewel Frankrijk in de Amerikaanse Burgeroorlog officieel een neutraal standpunt innam, was men aan het keizerlijke hof voorstander van een scheiding tussen de Verenigde Staten en de Geconfedereerde Staten.

### Reconstructie
Gedurende de Reconstructie was Sumner, in samenwerking met afgevaardigde Thaddeus Stevens, een aanhanger van de harde lijn ten aanzien van de ex-Geconfedereerden. Zo probeerde hij de macht van de voormalige Geconfedereerden in te perken. Tevens zette hij zich in voor gelijke rechten en voor stemrecht voor de vrijgelaten slaven.
Hoewel hij zich een voorstander toonde van de annexatie van Alaska, verzette hij zich later tegen de annexatie van Santo Domingo. Nadat hij de Senaat ervan wist te overtuigen zich tegen deze annexatie te verzetten, geraakte Sumner in conflict met de Republikeinse president Ulysses Grant, die een voorstander was van de annexatie. Ten gevolge van dit conflict verloor Sumner in 1871 het voorzitterschap van de Senaatscommissie voor Buitenlandse Zaken, een functie die hij sinds 1861 bekleedde. Hierop verliet hij de Republikeinse partij om lid te worden van Liberal Republican Party en verzette hij zich tegen een mogelijke herverkiezing van Grant bij de presidentsverkiezingen van 1872 door de kandidatuur van Horace Greeley te steunen.
In 1874 overleed Sumner in functie.